# Camille Alphonse Trézel
Camille Alphonse Trézel (ur. 5 stycznia 1780 w Paryżu, zm. 11 kwietnia 1860 tamże) – francuski wojskowy, generał dywizji. 21 lipca 1846 otrzymał tytuł para Francji. 9 maja 1847 został ministrem wojny w rządzie Jean-de-Dieu Soulta. Pełnił te funkcje w rządzie François Guizota do upadku monarchii lipcowej 24 lutego 1848 roku.minister wojny Francji.

## Odznaczenia
- 13 stycznia 1837 – Wielki Oficer Legii Honorowej

## Dzieła
- Notice sur le Ghilan et le Mazenderan, in : Voyage en Arménie et en Perse, fait dans les années 1805 et 1806, par P.-Amédée Jaubert, Paris, Pélicier et Neveu, 1821, in-8.